# Earth Mother Water
"Earth Mother Water" é uma música de trabalho de Carlinhos Brown que fala sobre a importância do cuidado com as mudanças climáticas. No carnaval de Salvador de 2009, Carlinhos Brown fez um protesto levando para as rus uma baleia jubarte de 10 metros de comprimento e 400 kg, feita em garrafa pet, e a réplica de um urso polar em pé na frente do trio. O projeto visual do trio e da baleia foi desenvolvido pelo artista plástico baiana Ray Viana. A ideia de adotar esse tema surgiu depois de uma conversa com o Prof. Carlos Nobre, do Instituto Nacional de Pesquisas Espaciais e membro do Fórum Brasileiro de Mudanças Climáticas.

## Videoclipe
O videoclipe da música foi dirigido por Gualter Pupo e Vicente Kubrusly. Unindo vídeo a animação, o clipe retrata de forma poética o sofrimento do planeta.